# Wilhelm Emil Auerbach
Wilhelm Emil Auerbach (* 30. Juli 1826; † 10. Juni 1874 in Frankfurt am Main) war ein deutscher Rechtsanwalt und Politiker.
Auerbach, der jüdischen Glaubens war, studierte Rechtswissenschaften und wurde zum Dr. jur. promoviert. Er lebte als Rechtsanwalt in der Freien Stadt Frankfurt. Dort war er auch politisch aktiv. 1865 und 1866 bis zum Ende der Freien Stadt war er Mitglied des Gesetzgebenden Körpers der Freien Stadt Frankfurt. Nach der Annexion der Freien Stadt Frankfurt durch Preußen war er vom 29. Januar 1872 bis zum 10. Juni 1874 für den Bezirk 2 (Nordend, nordöstliche und zentrale Altstadt) Mitglied der Frankfurter Stadtverordnetenversammlung.